# Scoglio di Arrubius
Lo scoglio di Arrubius, o is scoglius Arrubius, è uno scoglio del mar Tirreno situato a ridosso della costa centro-orientale della Sardegna.

Appartiene amministrativamente al comune di Tortolì.